# دای تاکوچی
دای تاکوچی (انگلیسی: Dai Takeuchi؛ زادهٔ ۳۱ مهٔ ۱۹۹۲) بازیکن فوتبال اهل ژاپن است.